# Fenit
Fenit est un village portuaire situé dans la baie de Tralee, comté de Kerry en Irlande, à environ 10 km à l'ouest de la ville de Tralee.
Sa population était de 538 habitants en 2016.